# Ороно (озеро)
О́роно (или Ворон) — озеро в сельском поселении Себежское (бывшей Глембочинской волости) Себежского района Псковской области. Северное, северо-западное и восточное побережья относятся к городу Себеж и Себежскому городскому поселению.
Озеро находится на территории Себежского национального парка.
Площадь — 5,79 км² (578,6 га, с одним островом — 5,81 км² или 580,6 га). Максимальная глубина — 20,0 м, средняя глубина — 6,0 м.
На берегу озера расположен город Себеж, а также деревни Илово, Мироново, Угаринка. Значительная часть береговой полосы и прибрежья находится в пределах города с промышленными и жилищно-коммунальными предприятиями, расположенными на берегу или имеющими сброс сточных вод в озеро.
Проточное. Озеро относится к бассейну реки Свольна — притока Дриссы бассейна реки Западная Двина.
Тип озера лещово-судачий. Массовые виды рыб: лещ, судак, щука, плотва, окунь, густера, уклея, красноперка, ерш, язь, верховка, линь, карась золотой, пескарь, налим, вьюн, щиповка, сом, угорь, бычок подкаменщик; раки (единично).
Для озера характерны: крутые и отлогие берега, чётко выраженные береговые террасы, в прибрежье — поля, огроды, луга, лес, есть заболоченные участки; литораль и сублитораль покрыты песком, галькой, заиленным песком, есть камни, в профундали и на части сублиторали — ил. Есть береговые и донные родники.